# Верхний Млынок (Мозырский район)
Верхний Млынок (транс.: Vierchni Mlynok; бел. Ве́рхні Млыно́к) — деревня в Барбаровском сельсовете Мозырского района Гомельской области Республики Беларусь.
Рядом месторождение песчано-гравийного материала.

## География

### Расположение
В 27 км на юг от Мозыря, 159 км от Гомеля, 22 км от железнодорожной станции Козенки (на линии Калинковичи — Овруч).

### Гидрография
На реке Солокуча (приток реки Припять).

## Транспортная сеть
Рядом автодорога Мозырь — Наровля. Планировка состоит из прямолинейной улицы, близкой к широтной ориентации и застроенной деревянными крестьянскими усадьбами.

## История
По письменным источникам известна с XVIII века как деревня в Мозырском повете Минского воеводства Великого княжества Литовского. После 2-го раздела Речи Посполитой (1793 год) в составе Российской империи. 
В 1795 году в Мозырском уезде Минской губернии. В 1850 году владение помещика Горвата. 
В 1879 году упоминается в числе сёл Барбаровского церковного прихода. 
Согласно переписи 1897 года в Наровлянской волости Речицкого уезда Минской губернии. 
В 1924 году поселение имело статус деревни и насчитывало 37 дворов, 200 жителей. Более 60 лет здесь действовало лесничество.
В 1931 году жители вступили в колхоз «Будаўнік». Первым председателем хозяйства был А. М. Перепеча.
В Великой Отечественной войне участвовало больше 30 сельчан, 17 жителей погибли на фронте.
Согласно переписи 1959 года в составе колхоза «Серп и молот» (центр — деревня Барбаров), с 2000 года — государственного предприятия совхоза-комбината «Заря».

## Население

### Численность
- 2022 год — 2 жителя.

### Динамика
- 1795 год — 8 дворов.
- 1834 год — 13 дворов.
- 1850 год — 16 дворов.
- 1897 год — 18 дворов, 164 жителя (согласно переписи).
- 1850 год — 37 дворов, 200 жителей.
- 1959 год — 78 жителей (согласно переписи).
- 2004 год — 5 хозяйств, 7 жителей.
- 2022 год — 2 жителя[1].